# Friedrich Christoph Müller

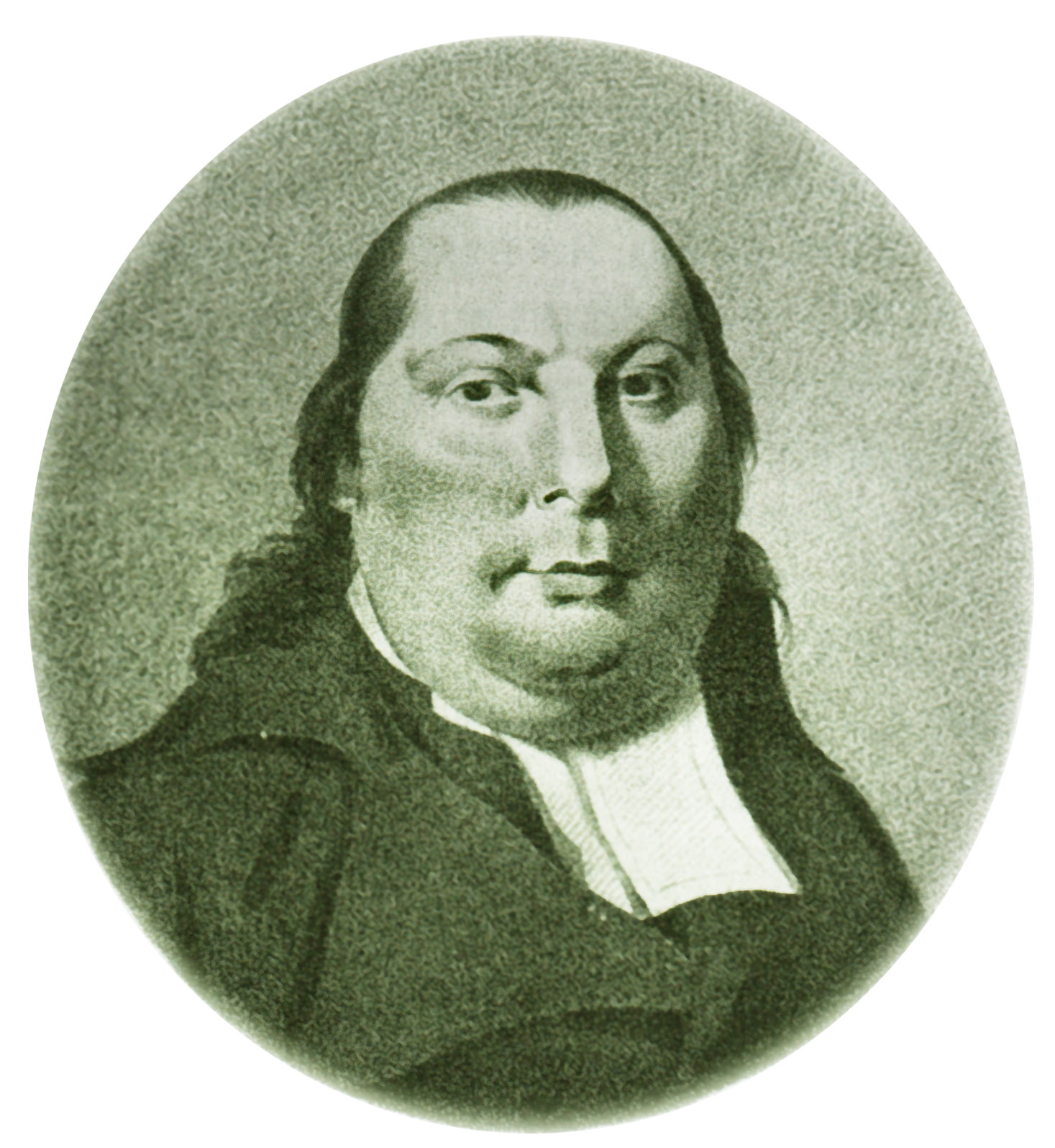
Friedrich Christoph Müller in 1789

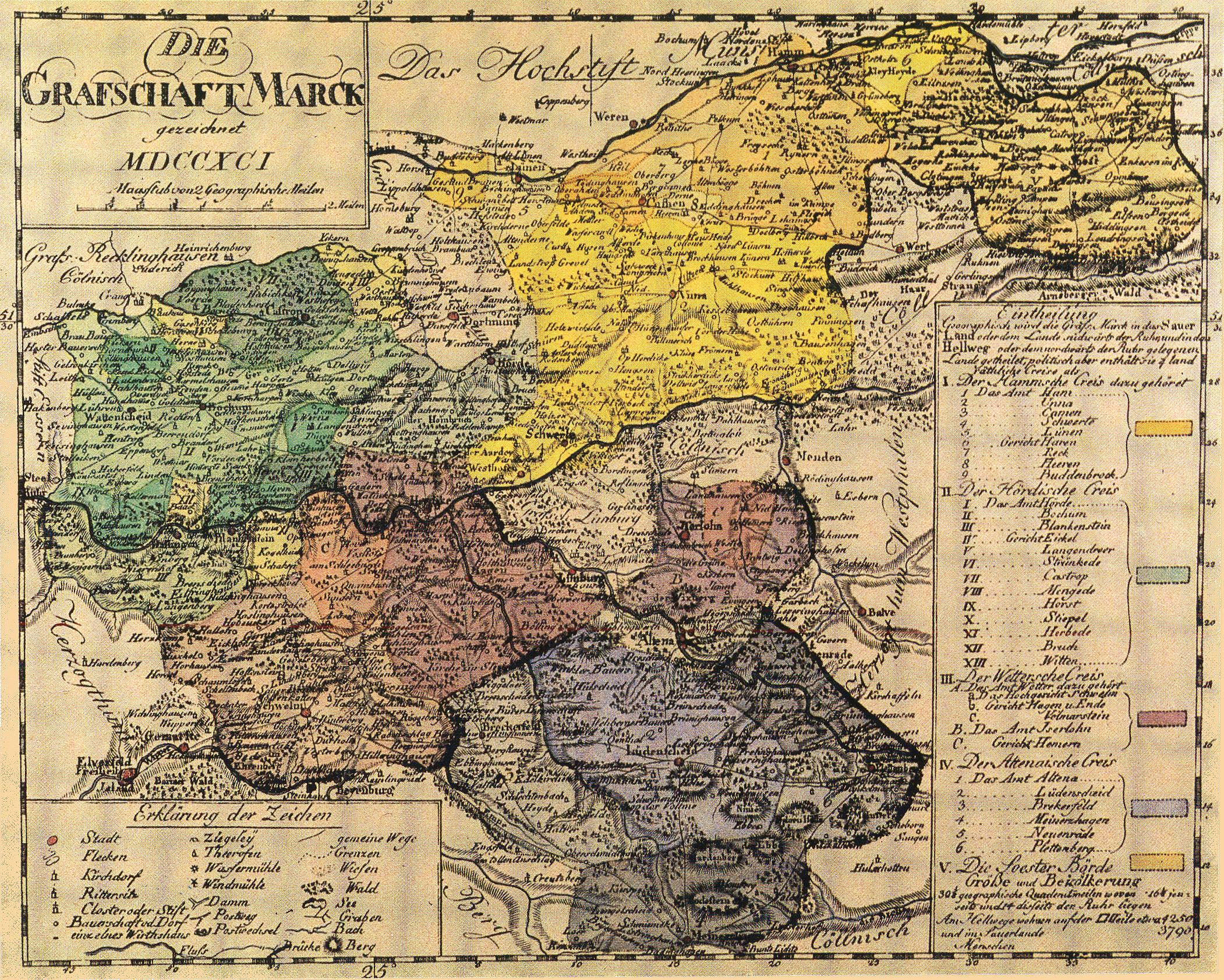
Müllers kaart van het Graafschap Mark uit 1791

Friedrich Christoph Müller (Allendorf (Lumda), 1751 - Schwelm, 1808) was een Duits theoloog en cartograaf. 
Müller studeerde theologie, wiskunde en astronomie. Daarnaast leerde hij vier talen. Vanaf 1776 was hij voorganger in Bad Sassendorf, vanaf 1782 in Unna en vanaf 1785 in Schwelm.
In 1791 maakte hij een kaart van het Graafschap Mark. Voor het maken van die kaart gebruikte hij een theodoliet uit de werkplaats van John Dollond. Daarnaast zijn van Müller nog veel tekeningen bewaard gebleven. In Schwelm is een monument ter nagedachtenis aan Müller opgericht.

## Werk
- Friederich Christ. Müllers Beschreibung einer neuen und vollkommenen Art, Plans aufzunehmen und zu verzeichnen. Frankfurt en Leipzig, Philipp Heinrich Perrenon, 1775

- Biblioteca Nacional de España: XX4994310
- Gemeinsame Normdatei: 121786951
- International Standard Name Identifier: 0000 0001 2129 3509
- Library of Congress Control Number: no2004117863
- Nationale Bibliotheek van Tsjechië: mzk2009510767
- Nederlandse Thesaurus van Auteursnamen: 241792096
- Virtual International Authority File: 306414509